# سنزيق
سنزيق هي قرية في مقاطعة سراب، إيران. عدد سكان هذه القرية هو 719 في سنة 2006.